# Urðr

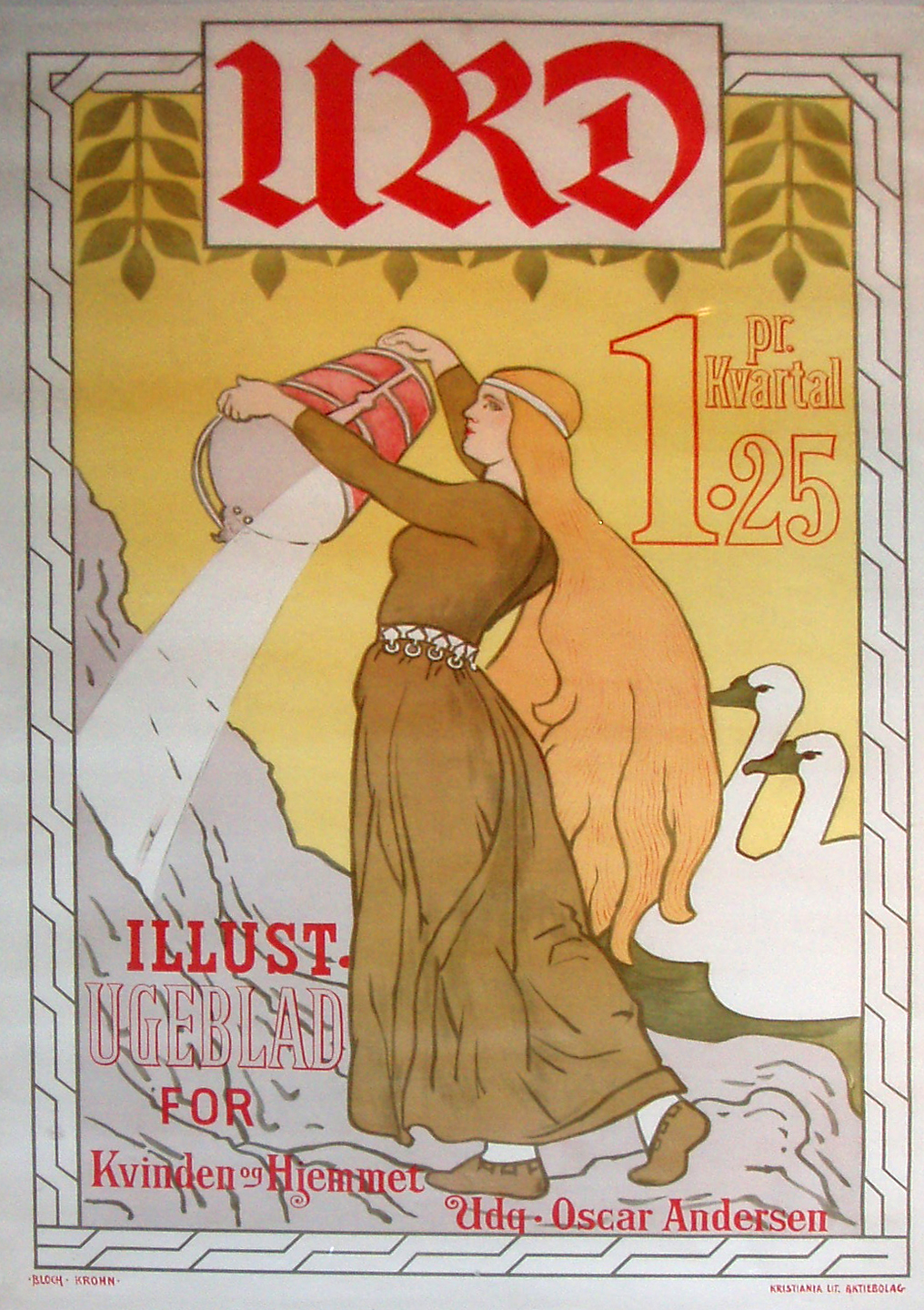

Segundo a mitologia nordica, Urd ou Urd-a é a deusa do passado .Ela era representada ao lado das outras nornas skuld (futuro) e Verdandi (presente) geralmente como a figura de uma mulher ou de um ser mítico que vivia em Uroarbrunnr responsável juntamente com suas irmãs por decidir o destino dos humanos , as vezes era representada como uma valkyria